# کاریزما

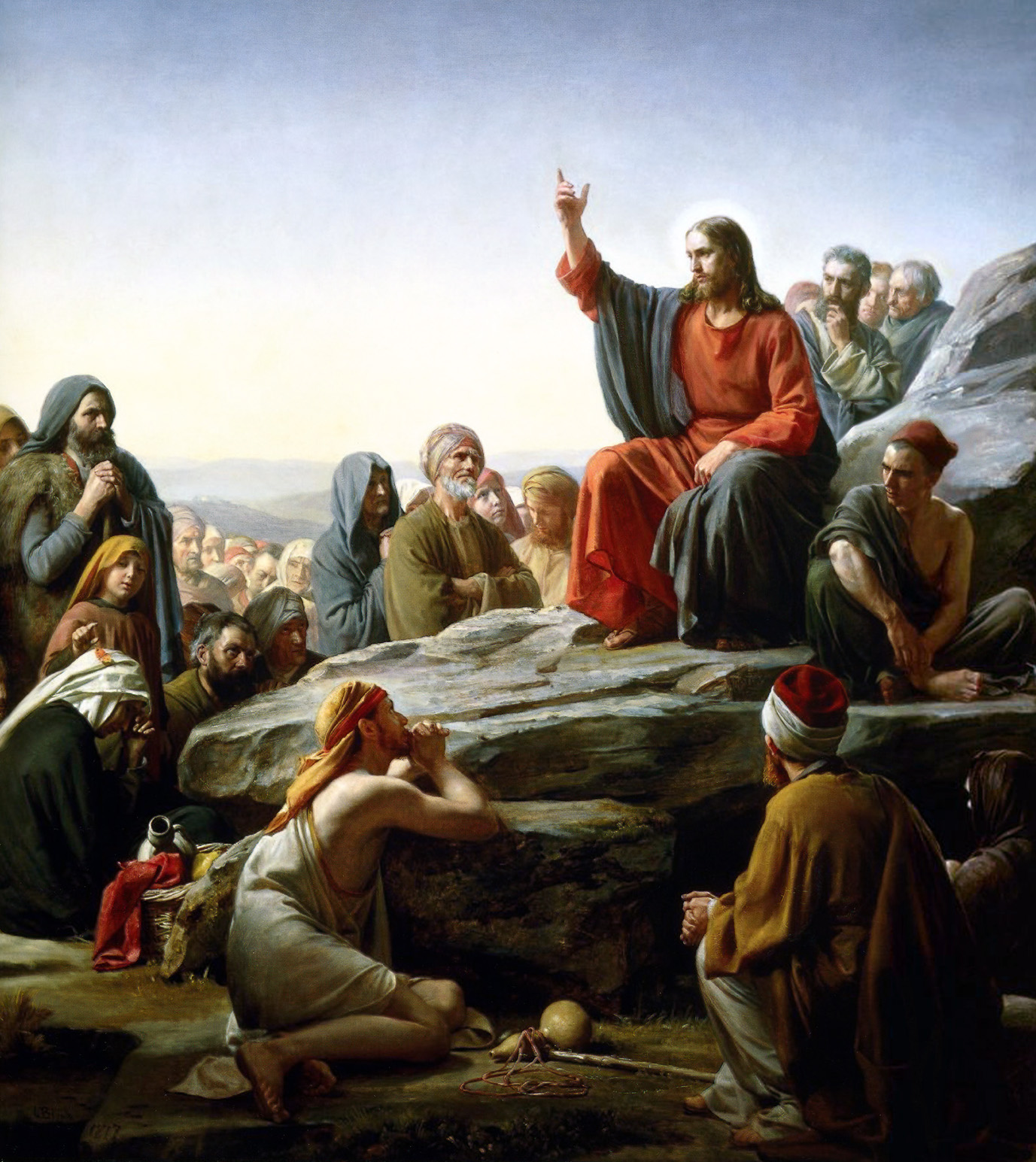
ماکس وبر، عیسی را نمونهٔ یک رهبر فرهمند دانسته است.

فَرَهْمَندی یا کاریزما (به یونانی: χάρισμα؛ تلفظ: «خاریسما») در لغت به معنی جذابیت غیرعادی و دارا بودن صفت‌های ویژه و ممتاز و منحصربه‌فردی است که مورد پسند و ستایش تعداد زیادی از دیگر انسان‌هاست. جاذبه‌ای انفرادی (فردی) که اثری اجتماعی (جمعی) دارد.
از اواسط قرن بیستم و در ادبیات سیاسی و اجتماعی، واژهٔ کاریزما به تعبیر غالبی در توصیف چهره‌های سیاسی برجسته بدل شد؛ چهره‌هایی مثبت یا منفی که جذابیت مقاومت‌ناپذیری برای توده‌ها داشته، توان اثرگذاری بی‌مانندی بر آن‌ها یافته بودند.
واژهٔ کاریزماتیک نیز برای توصیف ابرانسانی به کار می‌رود که فراتر از اراده و اختیار مردم، آنان را تحت تأثیر قرار می‌دهد و هیچ‌کس یارای مقاومت در برابر او یا حق انتخاب و انتقاد ندارد.

## واژه‌شناسی
واژهٔ کاریزما برگرفته از خاریسمای یونانی به معنای جاذبهٔ ذاتی است که خود از خاریتاس به معنای متانت، جذابیت، برکت و موهبت می‌آمد. خاریسما در دورهٔ باستان و پیش از سده بیستم کاربرد محدودی داشت و در دو معنا به کار می‌رود: در معنای اوّل به جاذبه‌های ظاهری یک نفر گفته می‌شد که خصلتی دنیوی و سکولار داشت و در معنای دوم از فرهمندی الوهی یا برخورداری از موهبتی آسمانی حکایت می‌کرد و امری اساطیری یا الاهیاتی بود. این کاربرد در فرهنگ و زبان ایرانی و فارسی نزدیک به فر ایزدی یا شکوه آسمانی است.
گسترش کاربرد واژهٔ کاریزما و کاریزماتیک از اواسط قرن بیستم آغاز شد و پیش از آن، کاربرد آن‌ها به شاخهٔ خاصی از الهیات مسیحی محدود می‌شد. ماکس وبر (حقوقدان، سیاستمدار، تاریخدان و جامعه‌شناس آلمانی) با طرح اقتدار کاریزماتیک باعث گسترش کاربرد این واژه شد. کاربرد کاریزما تا زمان وبر آن‌چنان کمیاب بود که تالکوت پارسونز (جامعه‌شناس آمریکایی و مترجم و مفسر آثار وبر به زبان انگلیسی) به اشتباه آن را ساخته و پرداختهٔ وبر دانسته بود.

## کاریزما در مسیحیت
واژهٔ کاریزما در رسالات پولس رسول کاربرد تازه‌ای در گفت‌وگوی سیاسی-الهی مسیحیت پیدا کرد. پولس کاریزما را مجموع مواهبی می‌شمرد که به لطف الهی یا به یمن روح‌القدس به افرادی اعطا شده، آنان را شایستهٔ رهبری و سروری می‌سازد. کاریزمای مسیحی هم مصادیق معدودی داشت و در چهره‌های مقدس مسیحیت متجلی می‌شد. استفادهٔ پولس از «کاریزما» برجسته‌کنندهٔ وجهی از این اصطلاح شد که امروزه هم از وجوه معرف آن به‌شمار می‌رود؛ جاذبه‌ای انفرادی (فردی) که اثری اجتماعی (جمعی) دارد.
با برگردان آثار وبر به انگلیسی و گسترش آرای او، کاریزما و کاریزماتیک در اواسط قرن بیستم به تعابیر غالبی در توصیف چهره‌های سیاسی برجسته بدل شد، چهره‌هایی (چه مثبت، چه منفی) که جذابیت مقاومت‌ناپذیری برای توده‌ها داشته، توان اثرگذاری بی‌مانندی بر آن‌ها یافته بودند. رهبر کاریزماتیک ابرمردی بود که فراتر از اراده و اختیار مردم آنان را تحت تأثیر قرار می‌داد و هیچ‌کس یارای مقاومت در برابر او، یا حق انتخاب و انتقاد نداشت. در عین حال، چنین برداشتی، فارغ از اینکه تا چه حد وبری بوده، به زودی مورد تردید و مداقه انتقادی قرار گرفت.

## در جامعه
به کسی که دارای کاریزما یا همان فرهمندی (دارای فَرَهْ و جذابیت) است، فرهمند می‌گویند.
فرهمندی یکی از ویژگی‌های شخصیتی و از راه‌های نفوذ فرد یا گروه است و از راه‌های کسب قدرت اجتماعی به‌شمار می‌رود. اشخاص فرهمند توانایی جذب توده‌های مردم را به سوی خود دارند و می‌توانند آن‌ها را به انجام کاری وادار کنند، بدون اینکه مردم آن را بی‌عدالتی تلقی نمایند. شخص فرهمند همچنین جاذبه و محبوبیت بسیاری بین مردم دارد و حتی اگر سِمت رسمی در اختیار نداشته باشد، می‌تواند بر رفتار دیگران تأثیر بگذارد. در جوامع سنّتی، فرهمندی یا کاریزما را به عنایات ویژهٔ ماورایی یا خصایل غیرعادی مربوط می‌کنند؛ در حالی که بسیاری از جامعه‌شناسان امروز معتقدند که کسب شخصیت فرهمند (کاریزماتیک) ممکن است و می‌توان ویژگی‌های شخصیت فرهمند را شناخت و آموزش داد.
برای نمونه ژوزف استالین و آدولف هیتلر از جمله فرهمندترین رهبرانی هستند که تا به امروز بوده‌اند.